# Międzyrzecze Dolne

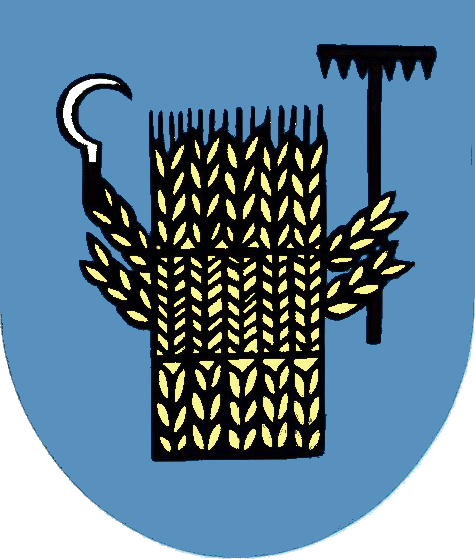
Nieoficjalny herb wsi Międzyrzecze Dolne

Międzyrzecze Dolne (cz. Dolní Meziříčí, niem. Nieder Kurzwald) – wieś w Polsce położona w województwie śląskim, w powiecie bielskim, w gminie Jasienica, na Śląsku Cieszyńskim. Powierzchnia sołectwa wynosi 780 ha, a liczba ludności 1277, co daje gęstość zaludnienia równą 163 os./km². W granicach sołectwa położone są również Franciszkowice (niem. Franzfeld).

## Części wsi
| SIMC    | Nazwa          | Rodzaj    |
| ------- | -------------- | --------- |
| 0055024 | Franciszkowice | część wsi |

## Historia
Miejscowość po raz pierwszy wzmiankowana została w łacińskim dokumencie Liber fundationis episcopatus Vratislaviensis (pol. Księga uposażeń biskupstwa wrocławskiego), spisanej za czasów biskupa Henryka z Wierzbna ok. 1305 w szeregu wsi zobowiązanych do płacenia dziesięciny biskupstwu we Wrocławiu, w postaci item in Mesisrozha debent esse XL mansi solubiles. Zapis ten oznaczał, że wieś zobowiązana została do płacenia dziesięciny z 40 łanów większych. Jej powstanie wiąże się z przeprowadzaną pod koniec XIII wieku na terytorium późniejszego Górnego Śląska wielką akcją osadniczą (tzw. łanowo-czynszową). Nazwa wywodzi się od polskiej nazwy międzyrzecze oznaczającej obszar położony pomiędzy dwiema rzekami, a więc najstarsi jej mieszkańcy byli etnicznie polscy (słowiańscy). Wieś politycznie znajdowała się wówczas w granicach utworzonego w 1290 piastowskiego (polskiego) księstwa cieszyńskiego, będącego od 1327 lennem Królestwa Czech, a od 1526 roku w wyniku objęcia tronu czeskiego przez Habsburgów wraz z regionem aż do 1918 roku w monarchii Habsburgów (potocznie Austrii).
W drugiej ćwierci XV wieku w Międzyrzeczu osiadła ludność niemiecka zakładając osadę Konradiswalde (las Konrada), z czasem przezwaną Kurzwaldem i Międzyrzeczem Górnym.
Założona na przełomie XIV i XV wieku parafia św. Marcina Biskupa i Wyznawcy w połowie XV wieku liczyła stosunkowo dużo parafian w porównaniu do innych parafii księstwa cieszyńskiego, tj. 285. Do schyłku średniowiecza wieś pozostawała własnością szlachecką. W 1572 zarówno Międzyrzecze Dolne jak i Górne weszły w skład powstałego wówczas bielskiego państwa stanowego.
Słownik geograficzny Królestwa Polskiego wydany na przełomie XIX i XX wieku notuje nazwę miasta pod polską nazwą Międzyrzecze oraz niemiecką Kurzwald.
Według austriackiego spisu ludności z 1900 w 120 budynkach w Międzyrzeczu Dolnym (wraz z przysiółkiem Franciszkowice) na obszarze 779 hektarów mieszkało 938 osób, co dawało gęstość zaludnienia równą 120,4 os./km². z tego 606 (64,6%) mieszkańców było katolikami, 327 (34,9%) ewangelikami a 5 wyznawcami judaizmu, 925 (98,6%) było polsko- a 13 (1,4%) niemieckojęzycznymi. Do 1910 roku liczba mieszkańców wzrosła do 908 osób, w tym osób polskojęzycznych do 846 (93,2%), zaś niemieckojęzycznych wzrosła do 62 (6,8%).
Po zakończeniu I wojny światowej tereny, na których leży miejscowość - Śląsk Cieszyński stał się punktem sporu pomiędzy Polską i Czechosłowacją. W 1918 roku na bazie Straży Obywatelskiej miejscowi Polacy utworzyli lokalny oddział Milicji Polskiej Śląska Cieszyńskiego, który podlegał organizacyjnie 11 kompanii w Bielsku.
W latach 1975–1998 miejscowość położona była w województwie bielskim.

## Komunikacja
Do wsi Międzyrzecze Dolne kursują autobusy Komunikacji Beskidzkiej na liniach 127 i 128.